# ايجي إيجيما
ايجي إيجيما (باليابانية: 飯島栄治؛ بالكانا: いいじま えいじ) هو لاعب شوغي ‏ ياباني، ولد في 16 سبتمبر 1979 في كوتو في اليابان.